# Stoja (polotok)
Stoja je polotok, mestno turistično območje in eden od krajevnih odborov mesta Pulj na Hrvaškem. Krajevni odbor Stoja pokriva območje mestnih četrti Musil, Vergarola, Sveti Petar, Baraka, Valkane ter mestna turistična območja Valovina in Stoja na površini 2.955.950 m2 s skupaj 1.622 prebivalci. Gostota prebivalstva je 548,7 prebivalcev/km2.
Mestno turistično območje Stoja je pravzaprav polotok, ki je s celino in območjem Valovine povezan z majhnim prehodom na severu. Na zahodni strani polotoka je zaliv Valovine, na vzhodni strani pa zaliv Stoja. Na južni strani polotoka je znotraj velikega zaliva Brankoras rt Stoja.
Na polotoku je kamp Stoja, ki ga poleti obišče veliko turistov. Celotna obala polotoka je pravzaprav velika plaža, kjer se kopajo uporabniki taborišč, pa tudi domačini.
Funkciji {{#coordinates:}} so bili posredovani neveljavni argumenti